# Stenamma leptospinum
Stenamma leptospinum (лат.) — вид мелких муравьёв рода Stenamma из подсемейства Myrmicinae (Formicidae). Северная Америка: южная Мексика.

## Описание

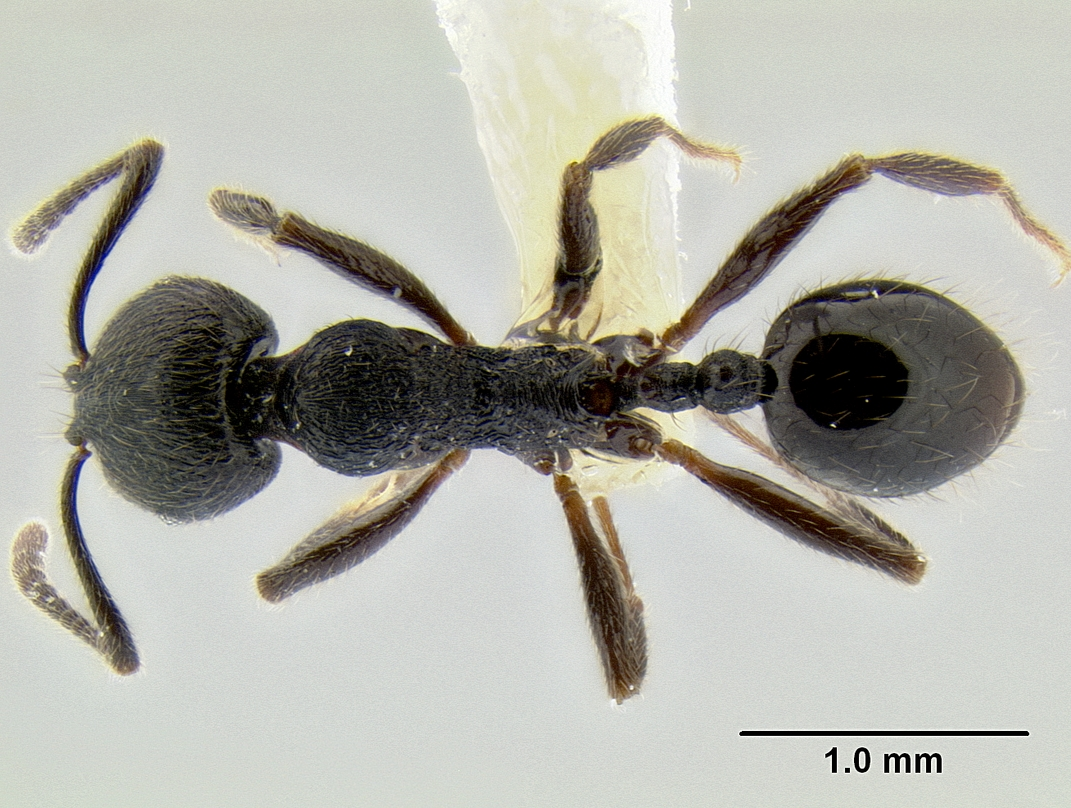
Рабочий Stenamma leptospinum сверху

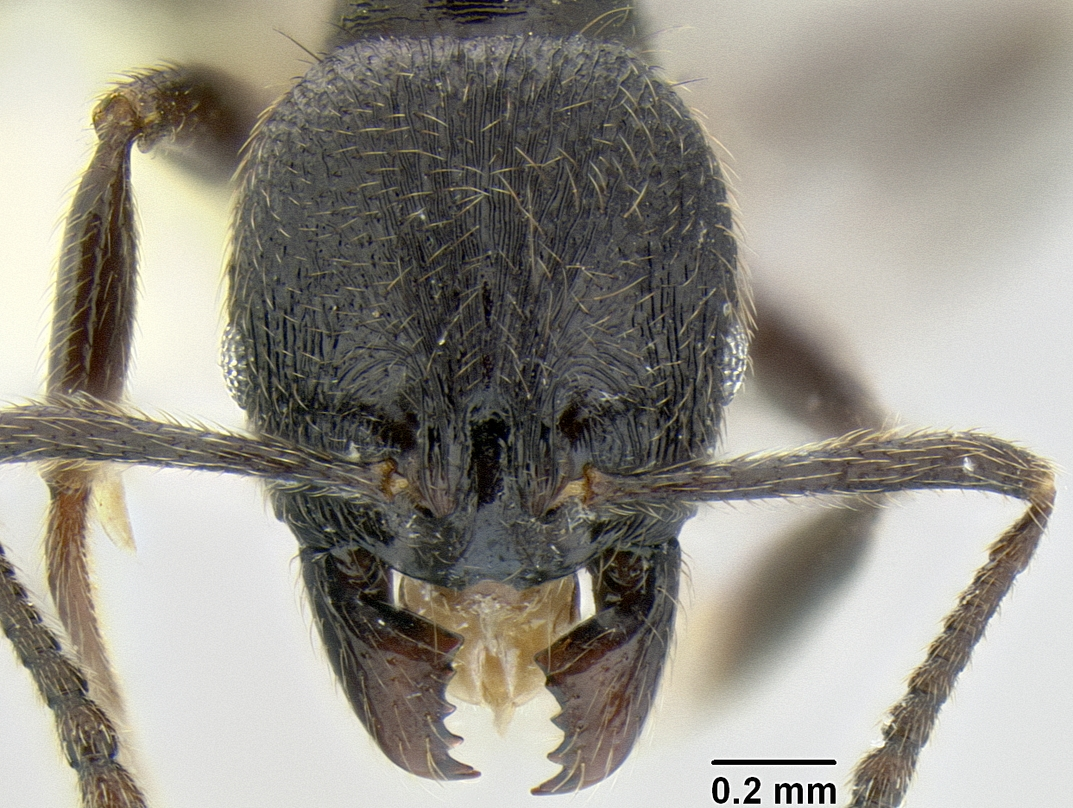
Голова рабочего Stenamma leptospinum

Мелкие муравьи, длина около 3 мм. Общая окраска тела от коричневого до темно-коричневого цвета, ноги и усики более светлые — желтовато-коричневые. Длина головы рабочего (HL) 0,80—0,93 мм (ширина головы, HW — 0,70—0,87 мм). Длина скапуса усиков рабочего (SL) — 0,69—0,80 мм. Головной индекс (CI=HW/HL × 100) — 87—96, Индекс скапуса (SI=SL/HW × 100.) — 87—98. Усики 12-члениковые (булава из 4 сегментов). Глаза мелкие (до 8 омматидиев в самой широкой линии) расположены в переднебоковых частях головы. Жвалы с 6 зубцами (из них 4 апикальных). Клипеус в передней части с 2—4 мелкими тупыми выступами — зубцами. Стебелёк между грудкой и брюшком состоит из двух сегментов (петиоль + постпетиоль). Встречаются в тропических горных и облачных лесах на высотах 1650–2000 м. Вид близок к видам Stenamma longinoi, Stenamma manni, Stenamma muralla, но отличается килевидной скульптурой и длинными проподеальными шипиками. Вид был впервые описан в 2013 году американским мирмекологом Майклом Бранштеттером (Michael G. Branstetter; Department of Entomology, Калифорнийский университет в Дэвисе и Национальный музей естественной истории, Смитсоновский институт, Вашингтон, DC, США).